# 연무관
연무관(演武館)은 경기도 광주시 남한산성면, 남한산성에 있는 건축물이다. 1972년 5월 4일 경기도의 유형문화재 제6호로 지정되었다.

## 개요
성을 지키는 군사들이 무술을 연마하던 곳으로 조선 인조 2년(1624) 남한산성을 쌓을 때 함께 지은 것으로 추정한다. 처음에는 연무당으로 부르던 것을 숙종(재위 1674∼1720) 때 ‘연병관’이라 쓴 현판을 하사하여 통칭 연병관 또는 연무관이라 부르고 있다. 이곳에서 무술을 닦은 무사들 중 무예가 뛰어난 사람은 선발되어 한양으로 진출하였다고 한다.
건물은 앞면 5칸·옆면 3칸 규모로 지붕은 옆면이 여덟 팔(八)자 모양을 한 팔작지붕이다. 벽은 널벽으로 좌우 벽에 널문을 3개씩 설치하였다. 앞면은 벽이나 문이 없이 개방되어 있는데 흔적이 남아있어 여러 차례에 걸친 보수공사로 없어진 것으로 보인다.

## 참고 문헌
- 연무관 - 국가유산청 국가유산포털